# 陳貝兒
陳貝兒（英語：Janis Chan Pui Yee，1979年6月14日—），香港女性節目主持及演員，主要活躍於傳播界及商界，現為社會企業 Green Monday 執行總監兼無綫電視經理人合約藝員，於2021年、2022年及2024年憑《無窮之路》系列三度奪得《萬千星輝頒獎典禮》「最佳女主持」。
陳貝兒致力推廣素食和環保生活，2013年4月更為推廣素食環保訊息，組成香港隊參與北極馬拉松，藉此提高港人對全球氣候暖化、冰川融化的意識。此行更獲蘋果日報《動新聞》廣泛報導，并为無綫電視製作《極地狂奔》節目。

## 簡歷
陳貝兒有一姊一弟，父親是演唱會監製陳永鎬，就讀瑪利曼小學五年級（12歲）時遇上香港移民潮，遂隨同家人移民加拿大温哥華生活，後升讀西門菲沙大學，主修新聞傳理，副修教育。2003年畢業那年，余詠珊透過當地電視台幕後高層倪秉郎，為剛開台的有線娛樂新聞台物色人才，恰巧選中她而決定回流香港，加盟香港有線電視和擔任該台主播和記者，亦是香港第一代娛樂新聞主播，備受公司重用；第一次出埠工作即獲派去採訪米高積遜，之後也曾經獲安排採訪奧斯卡金像獎、康城影展、威尼斯影展及米蘭、紐約時裝節等國際盛事，同時為木村拓哉、李秉憲及李安等做獨家專訪，因此獲喻為「有線娛樂主播一姐」。
陳貝兒於2009年7月離開主播崗位，加盟博美娛樂成為旗下藝人，兼任體育市場部副總裁，專門負責香港甲組足球聯賽球會南華及天水圍飛馬及出版社業務，推廣體育及文化，亦同時兼顧無綫電視的幕前主持崗位，不過由於博美加盟了香港音像聯盟，而當時的HKRIA版權風波仍然處於兩難局面，故她未能繼續於無綫電視做主持，其後決定於now 101台節目《撳錢》擔任嘉賓主持，直至因now觀星台啟播而改任該台台長為止；2013年轉投無線電視，主攻主持及司儀工作。
除活躍幕前及社交圈以外，陳貝兒亦信奉佛教，是佛光山釋星雲法師的皈依弟子，經常關心社會公益活動。2012年9月，她擔任非牟利綠色社會企業 Green Monday 的執行總監，致力推動綠色環保生活態度。尤其重點推廣全民逢星期一吃素的健康理念，獲工商界廣泛支持；2007年出版第一本著作《娛是我聞》，2009年又與佛光山滿蓮法師（釋滿蓮）一起出版第2本著作《自在人生》；曾於《COSMOPOLITAN》雜誌（香港版）、《頭條日報》及《東周刊》撰寫中文專欄，亦於《明報》撰寫英文專欄。
2017年，陳貝兒為無綫電視節目《嫁到這世界邊端》擔任主持，接連飛往德國、丹麥、泰國與阿布達比等地，尋找嫁到他鄉的故事。當她聽到被訪者訴說在丈夫的支持下，如何努力適應新生活之際卻頻頻流淚，收工後有同事好奇地慰問，才將實情告訴一位較熟絡的同事，稱原來已跟丈夫低調分居，而分居期已滿一年，雙方在2017年辦理離婚手續。2019年，她拍攝《嫁到這世界邊端》第三輯時，曾直言對感情的態度有很大轉變，更沒有因為一次失敗而卻步，故仍繼續找尋真愛；同年又考獲第4屆法國糕餅烹飪藝術文憑（Disciples Escoffier Professional Diploma）和獲法國教育部頒發法國廚藝訓練第五級證書。
2022年，陳貝兒憑無綫電視節目《無窮之路》奪得《萬千星輝頒獎典禮2021》「最佳女主持」獎和入選「感動中國2021年度人物」，而該節目亦獲國家廣播電視總局辦公廳評審專家團隊選定為2021年度20部「優秀海外傳播作品」之一。
2022年，陳貝兒憑《無窮之路》第二季《無窮之路2——無價之保》蟬聯《萬千星輝頒獎典禮2022》「最佳女主持」獎。
2024年，陳貝兒第三度奪得《萬千星輝頒獎典禮2024》「最佳女主持」獎。

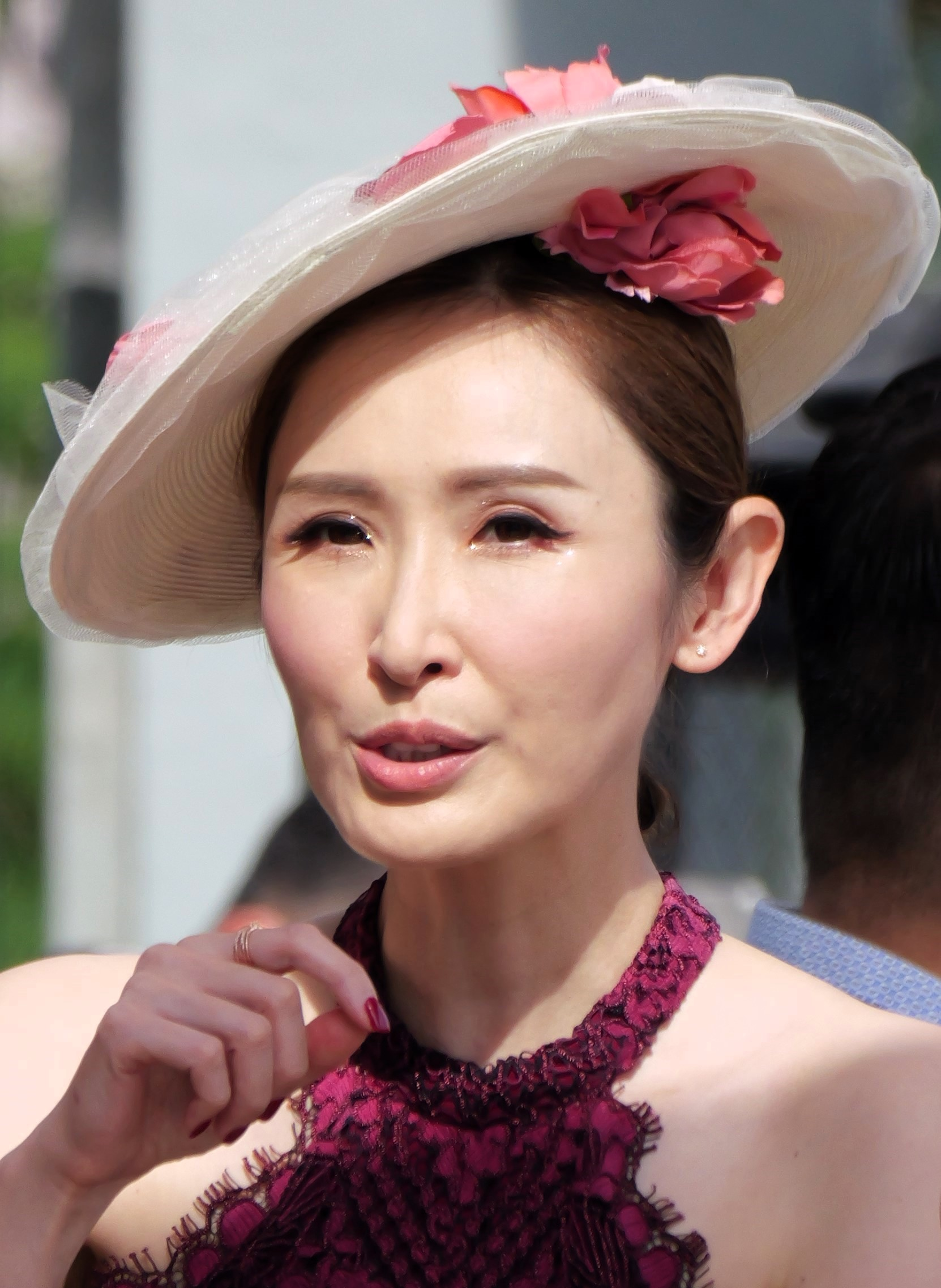
2024年2月18日，陳貝兒於沙田馬場出席「TVB賽馬日」活動

## 演出作品

### 電視劇
- 2018年：再創世紀 飾演 曾依寧
- 2020年：香港愛情故事 飾演 李廷均

### 電影
- 2022年：一路瞳行 飾演 Miss Chan

### 電視節目

#### 主持（無綫電視）
2009年
- 2009香港先生選舉
- 星光熠熠耀保良

2010年
- 香港同胞慶祝中華人民共和國成立六十一週年文藝晚會

2011年
- 香港同胞慶祝中華人民共和國成立六十二週年文藝晚會

2012年
- 香港同胞慶祝中華人民共和國成立六十三週年文藝晚會

2013年
- 善心滿載仁愛堂
- 歡樂滿東華2013
- 救護精英愛心SHOW 2013

2014年
- 博愛歡樂傳萬家
- 新春馬到慶豐年
- 萬眾同心公益金
- 2014 FIFA巴西世界盃－熱爆巴西
- 2014 FIFA 巴西世界盃 – 開幕森巴嘉年華
- 2014 FIFA 巴西世界盃 – 四強森巴嘉年華
- 全城響應助更生
- TVB創新經典節目巡禮2015
- 歡樂滿東華2014
- 新年·新世界·香港除夕倒數

2015年
- 2015國際中華小姐競選
- 奧斯卡頒獎禮
- 重燃生命慈善夜
- 博愛歡樂傳萬家
- 大愛共融齊分享
- 明愛暖萬心
- 東張西望（2015年至今）
- 抗戰勝利70周年晚會
- 維港煙花賀國慶
- 歡樂滿東華2015
- 第10屆愛心獎頒獎禮

2016年
- 靈猴獻瑞賀新禧
- 欣賞香港．新春煙花匯演
- 萬眾同心公益金
- 有種品味叫米蘭
- 里約奧運2016開幕典禮
- 里約奧運2016閉幕典禮
- 善心滿載仁愛堂
- 香港同胞慶祝中華人民共和國成立六十七周年文藝晚會
- 萬千星輝賀台慶
- 歡樂滿東華2016
- 第11屆愛心獎頒獎禮

2017年
- 2017國際中華小姐競選
- 雞年唱旺報新春
- 譽滿香江煙花大滙演
- 觸得到的故宮
- 全城躍動 第六屆全港運動會開幕典禮
- 慶祝香港回歸祖國20周年文藝晚會
- 香港同胞慶祝中華人民共和國成立六十八周年文藝晚會
- 嫁到這世界邊端
- TVB50周年 華麗轉身 邁步同行
- 善心滿載仁愛堂
- 萬千星輝賀台慶
- 歡樂滿東華2017

2018年
- 靈犬獻瑞迎新歲
- 2018國泰航空新春國際匯演之夜
- 香港同胞慶祝中華人民共和國成立六十九周年文藝晚會
- 嫁到這世界邊端2
- TVB 50+1周年再出發
- 快樂奇蹟
- 萬千星輝賀台慶
- 歡樂滿東華2018
- 宜室宜居·家添愛
- 2018娛樂繽Fun大派對

2019年
- 富貴金豬賀肥年
- 2019國泰航空新春國際匯演之夜
- 第13屆亞洲電影大獎（J2）
- 公益金萬眾同心50年
- 2018香港藝術發展獎頒獎禮
- 香港唱好演唱會
- 嫁到這世界邊端3
- 善心滿載仁愛堂2019
- 珍惜香港 發放娛樂 TVB 52年
- 善心滿東華2019
- 創造經典 永遠懷念音樂巨匠黎小田
- 用愛站起來

2020年
- 慈善星輝仁濟夜
- 金鼠賀歲迎新春
- 慶祝中華人民共和國香港特別行政區成立二十三周年升旗儀式暨慶祝酒會
- 全民開講齊抗疫
- 港生活·港享受
- 你想減壓
- 香港同胞慶祝中華人民共和國成立七十一周年文藝晚會
- 善心滿載仁愛堂
- 萬千星輝賀台慶
- 歡樂滿東華

2021年
- 無可比擬的演藝泰斗 永遠懷念 吳孟達
- 2020東京奧運
- 無窮之路
- TVB攜手創無限節目博覽2022
- 萬千星輝賀台慶

2022年
- 沿途有你
- 濠門府第
- 同舟之路
- 慶祝香港回歸祖國二十五周年文藝晚會
- 青年灣區職Fun班
- 無窮之路2——無價之保

2023年
- 萬眾同心公益金
- 香港同胞慶祝中華人民共和國成立七十四周年文藝晚會
- 無窮之路3 - 無垠之疆
- 萬千星輝賀台慶

2024年
- 無窮之路IV - 一帶一路

2025年
- 東江水供港60周年特約：尋源之路[22]

#### 主持（香港電台）
- 天人合一

### 電台節目

#### 嘉賓
- 2007年6月14日：商業電台叱咤903《有耳喱民》
- 2008年8月12日：商業電台叱咤903《Do人Show》
- 2008年10月25日：香港電台第二台《守下留情》

## 其他

### 雜誌訪問
- 2009年：《選擇》月刊第397期[23]

## 音樂作品

### 歌曲
- 2022年：《獅子山下同心抗疫》（與群星合唱）

## 書籍

### 傳記
- 《娛是我聞 —— 陳貝兒》（2007年1月7日、嘉出版有限公司、ISBN 9789628955275）
- 《自在人生》（2009年12月、博美出版社、ISBN 9789881874832）

## 曾獲獎項與提名
| 年份   | 頒獎單位                     | 獎項                 | 作品 | 結果 |
| ------ | ---------------------------- | -------------------- | --- | ---- |
| 2017年 | 萬千星輝頒獎典禮2017         | 最佳節目主持         | 《嫁到這世界邊端》 | 提名 |
| 2018年 | 萬千星輝頒獎典禮2018         | 最佳節目主持         | 《嫁到這世界邊端2》 | 提名 |
| 2019年 | 萬千星輝頒獎典禮2019         | 最佳節目主持         | 《嫁到這世界邊端3》 | 提名 |
| 2021年 | 感動中國2021年度人物頒獎盛典 | 感動中國2021年度人物 | 《無窮之路》 | 獲獎 |
| 2021年 | 萬千星輝頒獎典禮2021         | 最佳女主持           | 《無窮之路》 | 獲獎 |
| 2022年 | 萬千星輝頒獎典禮2022         | 最佳女主持           | 《無窮之路2──無價之保》 | 獲獎 |
| 2023年 | 萬千星輝頒獎典禮2023         | 最佳女主持           | 《慈善星輝仁濟夜》、《萬眾同心公益金》、《無窮之路Ⅲ——無垠之疆》、《萬千星輝賀台慶》                                                              | 提名 |
| 2024年 | 萬千星輝頒獎典禮2024         | 最佳女主持           | 《2024香港小姐競選決賽》、《奧運健兒大匯演》、《無窮之路IV——一帶一路》、《香港同胞慶祝中華人民共和國成立七十五週年文藝晚會》、《萬千星輝賀台慶》 | 獲獎 |

## 外部連結
- 陳貝兒的Facebook專頁
- 陳貝兒的Instagram帳戶
- 陳貝兒的新浪微博